# Sphecius
Sphecius (англ. Cicada killers) — род песочных ос из подсемейства Bembicinae (триба Bembicini). 20 видов.

## Распространение
В Европе около 3 видов. Для СССР указывалось около 5 видов.

## Описание
Среднего размера осы (15—17 мм). На задних углах среднеспинки небольшие вогнутые участки. Медиальная жилка заднего крыла начинается около конца анальной ячейки. На боках среднегруди развиты эпикнемиальные кили, соединяющиеся вместе в нижней её части. Гнездятся в земле. Ловят цикад..
Мандибулы двузубчатые. Внутренние края глаз сближены. Усики длинные, градуально увеличивающиеся к вершине, но не булавовидные. Нижнечелюстные щупики 6-члениковые, нижнегубные щупики состоят из 4 сегментов. Омаулюс развит, стернаули отсутствуют. Голени средних ног с двумя апикальными шпорами. Птеростигма маленькая.

## Систематика
Около 20 рецентных видов. Относится к трибе Bembicini.

### Виды
- Sphecius antennatus (Klug, 1845)
- Sphecius citrinus Arnold, 1929 (Южная Африка)
- Sphecius claripennis Morice, 1911 (Северная Африка)
- Sphecius conicus (Germar, 1817)
- Sphecius convallis Patton, 1879
- Sphecius grandidieri (de Saussure, 1887) (Мадагаскар)
- Sphecius grandis (Say, 1823)
- Sphecius hemixanthopterus Morice, 1911 (Африка)
- Sphecius hogardii (Latreille, 1806)
- Sphecius intermedius Handlirsch, 1895 (Африка)
- Sphecius lutescens (Radoszkowski, 1877)
- Sphecius malayanus Handlirsch, 1895 (Индонезия)
- Sphecius milleri R.Turner, 1915 (Африка)
- Sphecius nigricornis (Dufour, 1838)
- Sphecius pectoralis (Smith, 1856) (Австралия)
- Sphecius persa Gussakovskij, 1933
- Sphecius quartinae (Gribodo, 1884) (Африка)
- Sphecius schulthessi Roth, 1951 (Африка)
- Sphecius speciosus (Drury, 1773)
- Sphecius spectabilis (Taschenberg, 1875) (Аргентина, Бразилия)
- Sphecius uljanini (Radoszkowski, 1877)
- Другие виды